# Manuel V. Besasso
Manuel V. Besasso Buenos Aires, Argentina, 10 de diciembre de 1898 - Buenos Aires, 10 de agosto de 1963) fue un político, periodista y obrero, perteneciente al Partido Socialista, y desde 1958, al Partido Socialista Democrático, que ejerció como diputado provincial de Buenos Aires entre 1931 y 1934, y como diputado nacional entre 1934 y 1938.

## Biografía
Nació en Buenos Aires en 1898 como hijo de Domingo Besasso y Rosa Gómez. Se afilió en su juventud a las Juventudes Socialistas en 1915 a instancias de su padre, que era obrero talabartero, donde había tenido una actuación destacada en el socialismo así como también en las organizaciones gremiales. Al año siguiente colabora en Adelante, órgano de las Juventudes Socialistas forjadas al calor de la lucha antimilitarista, durante la época de la Primera Guerra Mundial.
En marzo de 1917 se incorpora al Partido Socialista y es designado delegado al III Congreso Extraordinario reunido en abril de 1917, al que lleva una posición proaliada favorable a la mayoría del Comité Ejecutivo que pretendía habilitar una eventual entrada de Argentina en la Primera Guerra Mundial, de acuerdo con la postura adoptada por el Grupo Parlamentario del partido. En esos años, trabaja en un frigorífico en la localidad de Zárate, pero es expulsado por sus ideas radicales. En 1919 está en  Remedios de Escalada, localidad bonaerense en la que funda el periódico La Aurora. Es designado secretario de la Unión Obrera Ferrocarrilera fundada en 1919.
En 1922 se instala en la localidad de Campana, Provincia. de Buenos Aires, donde funda el periódico Ideas, que dirigió durante veinte años. En 1923 colaboró, desde dicha localidad, en la fundación de la Unión Obrera Petrolífera. En 1924 fue electo concejal para la Municipalidad de Campana, siendo reelecto por tres períodos consecutivos. Fue uno de los directores de la Biblioteca Jean Jaurès de esa localidad. En 1927 colabora en el periódico El Zonda. Periódico Socialista.
En 1931 fue elegido diputado provincial y entre 1934-1938 ocupó una banca en el Congreso nacional, donde participó activamente en los debates parlamentarios y presentó varios proyectos de ley como el de impuesto progresivo a la tierra, el de mejoras en la salud pública, el de obras de riego, etc. Participó en la Convención Constituyente de la Provincia de Buenos Aires en 1934. En 1937 es vocal de la Federación Socialista Bonaerense y un año después es vocal del Comité Ejecutivo Nacional del PS (1938-1940).
Fue miembro de Acción Argentina (1940-43), organización frentista en la que confluyeron socialistas, radicales alvearistas, demócratas progresistas y otros grupos liberales, pugnando para que la Argentina saliera de la política de neutralidad, de la que es designado vocal para el período 1942-43. Fue elegido nuevamente diputado en 1942 por la Capital, donde se había radicado, interrumpiendo su mandato el golpe militar de junio de 1943. Durante la década de los dos gobiernos peronistas (1945-1955) acompañó la política de irreductible oposición del PS y en 1955, con motivo del golpe militar que derrocó al presidente Juan D. Perón, está alineado con el ala partidaria que apoya sin retaceos la política de represión antiperonista del gobierno militar. 
Integraba la dirección del PS cuando una aguda crisis desatada en 1957-1958 lo divide en dos fracciones. Integra entonces la minoría del Comité Ejecutivo (formada por 7 miembros) entre el XLIII Congreso reunido en Córdoba del 16 al 18 de noviembre de 1957 y el de XLIV reunido en Rosario el 10 de julio de 1958, que lidera Américo Ghioldi y expresa el ala socialdemócrata antiperonista. Besasso fue declarado “expulsado” del Partido por la mayoría del Comité Ejecutivo que en julio de 1958 separó a la minoría de la dirección partidaria de acuerdo a una resolución del Congreso Extraordinario de Córdoba. La minoría suscribió un documento publicado en el periódico Afirmación el 17 de julio de 1958 en el que se impugnaba como “antiestatutaria” y “violenta” la resolución de mayoría, y se denunciaban la toma de inmuebles y de bienes y el copamiento del partido por el otro sector.
La mayoría, liderada por Alfredo Palacios, Alicia Moreau de Justo y otros dirigentes, constituirá el Partido Socialista Argentino (PSA) y la minoría, de la que forma parte Besasso junto a Ghioldi, Nicolás Repetto, Juan Antonio Solari, entre otros, conformará el Partido Socialista Democrático (PSD), convirtiendo a Afirmación en su órgano partidario.
Besasso fallecería en Buenos Aires el 10 de agosto de 1963.